# هوندشایم
هوندشایم (به آلمانی: Hundsheim) یک منطقهٔ مسکونی در اتریش است که در ناحیه بروک آن در لیتا واقع شده‌است. هوندشایم ۵۴۴ نفر جمعیت دارد.